# Puccinia morthieri
Puccinia morthieri ist eine Ständerpilzart aus der Ordnung der Rostpilze (Pucciniales). Der Pilz ist ein Endoparasit von Storchschnäbeln. Symptome des Befalls durch die Art sind Rostflecken und Pusteln auf den Blattoberflächen der Wirtspflanzen. Sie ist paläarktisch verbreitet.

## Merkmale

### Makroskopische Merkmale
Puccinia morthieri ist mit bloßem Auge nur anhand der auf der Oberfläche des Wirtes hervortretenden Sporenlager zu erkennen. Sie wachsen in Nestern, die als gelbliche bis braune Flecken und Pusteln auf den Blattoberflächen erscheinen.

### Mikroskopische Merkmale
Das Myzel von Puccinia morthieri wächst wie bei allen Puccinia-Arten interzellulär und bildet Saugfäden, die in das Speichergewebe des Wirtes wachsen. Spermogonien und Aecien der Art sind unbekannt. Gleiches gilt für Uredien des Pilzes. Ihre hell goldenen bis hyalinen Uredosporen sind breit ellipsoid bis breit eiförmig, 22–27 × 18–23 µm groß und dicht stachelwarzig. Die blattunterseitig wachsenden Telien der Art sind klein, rundlich, schwarzbraun und lange bedeckt, sie besitzen bräunliche Paraphysen. Die braunen Teliosporen sind zweizellig, in der Regel ellipsoid bis spindelförmig und 36–65 × 13–22 µm groß; ihre Stiele sind gelblich und bis zu 80 µm lang.

## Verbreitung
Das bekannte Verbreitungsgebiet von Puccinia morthieri umfasst ganz Eurasien.

## Ökologie
Die Wirtspflanzen von Puccinia morthieri sind Storchschnäbel (Geranium spp.). Der Pilz ernährt sich von den im Speichergewebe der Pflanzen vorhandenen Nährstoffen, seine Sporenlager brechen später durch die Blattoberfläche und setzen Sporen frei. Die Art verfügt über einen Entwicklungszyklus von dem bislang nur Telien bekannt sind.